# Landtagswahl im Burgenland 1927
- SDAPDÖ: 13
- EL: 14
- LB: 5

Die Landtagswahl im Burgenland wurde am 24. April 1927 durchgeführt und war die 3. Landtagswahl im Bundesland Burgenland. Am gleichen Tag wurde in Österreich zudem die Nationalratswahl 1927 durchgeführt, wobei die Burgenländer mit einer Stimme gleichzeitig für den Landtag und den Nationalrat stimmten. Die Sozialdemokratische Arbeiterpartei Deutschösterreichs (SDAPDÖ) konnte dabei ihren Stimmanteil auf 40,7 % erhöhen und ein Mandat hinzugewinnen, fiel jedoch mit 14 von 32 Mandaten hinter die Einheitsliste zurück, zu der sich Christlichsoziale Partei (CSP) und die Großdeutsche Volkspartei (GDVP) zusammengeschlossen hatten. Die CSP hatte 1923 13 Mandate erreicht, die GDVP war am Einzug in den Landtag gescheitert, 1927 konnten die beiden Parteien erstmals mehr Stimmenanteile als die SDAPDÖ erreichen und erzielten zusammen 14 Mandate. Zudem kandidierte erneut der Landbund für Österreich, der Stimmenverluste erlitt und mit 16,6 % zwei Mandate verlor und in der Folge 5 Landtagsabgeordnete stellte.
Der Landtag der III. Gesetzgebungsperiode konstituierte sich in der Folge am 20. Mai 1927.

## Ergebnisse

### Gesamtergebnis
|                                                                | Ergebnisse 1927  | Ergebnisse 1927  | Ergebnisse 1927  | Ergebnisse 1923  | Ergebnisse 1923  | Ergebnisse 1923  | Differenzen | Differenzen | Differenzen |
| -------------------------------------------------------------- | ---------------- | ---------------- | ---------------- | ---------------- | ---------------- | ---------------- | ----------- | ----------- | ----------- |
| Wahlberechtigte                                                | 166.436          | 166.436          | 166.436          | 158.628          | 158.628          | 158.628          | + 7.808     | + 7.808     | + 7.808     |
| Wahlbeteiligung                                                | 82,29 %          | 82,29 %          | 82,29 %          | 76,60 %          | 76,60 %          | 76,60 %          | + 5,69 %    | + 5,69 %    | + 5,69 %    |
|                                                                | Stimmen          | %                | Mand.            | Stimmen          | %                | Mand.            | Stimmen     | %           | Mand.       |
| Abgegebene Stimmen                                             | 136.968          |                  |                  | 121.507          |                  |                  | + 15.461    |             |             |
| Ungültig                                                       | 1.678            | 1,23 %           |                  | 930              | 0,77 %           |                  | + 748       | + 0,46 %    |             |
| Gültig                                                         | 135.290          | 98,77 %          |                  | 120.577          | 99,23 %          |                  | + 14.713    | − 0,46 %    |             |
| Partei                                                         |                  |                  |                  |                  |                  |                  |             |             |             |
| Sozialdemokratische Arbeiterpartei Deutschösterreichs (SDAPDÖ) | 55.111           | 40,74 %          | 13               | 46.524           | 38,58 %          | 12               | + 8.587     | + 2,16 %    | + 1         |
| Einheitsliste (EL)                                             | 57.688           | 42,64 %          | 14               | nicht kandidiert | nicht kandidiert | nicht kandidiert | + 57.688    | + 42,64 %   | + 14        |
| Landbund für Österreich                                        | 22.491           | 16,62 %          | 5                | 23.201           | 19,24 %          | 7                | − 710       | − 2,62 %    | − 2         |
| nicht mehr kandidierende Parteien                              | nicht kandidiert | nicht kandidiert | nicht kandidiert | 50.852           | 42,18 %          | 13               | − 50.852    | − 42,18 %   | − 13        |
| Gesamt                                                         | 135.290          | 100,00 %         | 32               | 120.577          | 100,00 %         | 32               | + 14.713    |             |             |